# Mariam Moskeen
Mariam Moskeen er en københavnsk moské, der henvender sig til og ledes af muslimske kvinder. Den blev stiftet af Sherin Khankan og Saliha Marie Fetteh i 2016. Moskeen skrev historie ved som den første moske i Skandinavien at have kvindelige imamer til at lede fredagsbønnen. Khankan havde inden da i mange år advokeret for, at kvinder også kan fungere som imamer. Moskeen fik stor medieopmærksomhed i Danmark og i udlandet, men blev i vidt omfang ignoreret i det danske muslimske miljø.
Khankan og Fetteh udgjorde selv de to første imamer i moskeen, da den slog dørene op i 2016. Fetteh forlod dog moskeen igen et år senere efter uenighed med Khankan om den teologiske linje og udtalte, at hendes syn på islam nok var mere konservativt end den linje, moskeen tegnede.
I efteråret 2016 startede moskeen et akademi med henblik på at uddanne kvindelige imamer.
Mariam Moskeen betegner sig selv som en inklusiv moske, men fredagsbønnen er eksklusivt for kvinder. Til alle andre tider er mænd velkomne til at komme og bede, men i moskeen bliver bønnen kun ledt af kvinder. Moskeen ledes af en bestyrelse, der består af både mænd og kvinder. Den danske islamolog Saer El-Jaichi er næstformand for moskeen.
Moskeen udfører som den eneste moské i Danmark vielser for muslimske kvinder, som ønsker at blive gift med ikke-muslimske mænd.

## Forhistorie og internationale forbilleder
Det officielle forarbejde for moskeen startede i 2015 med oprettelsen af foreningen FEMIMAM, hvis mål var at arbejde for kvindeligt lederskab i religiøse institutioner. Moskeen henviser til, at der eksisterer moskeer med kvindelige imamer i andre lande som Kina, Sydafrika, Canada, Tyskland og USA, og at både historiske islamiske lærde, al-Azhar Universitet i Kairo og tre af de fire islamiske lovskoler anerkender kvinder, der leder bønnen for andre kvinder.

## Reformprincipper
Moskeen har et officielt reformprogram, der omfatter følgende ni principper:
1. Muslimske kvinders ret til at være kvindelige imamer
2. Muslimske kvinders ret til islamisk skilsmisse
3. Muslimske kvinders ret til at gifte sig med ikke-muslimer
4. En genlæsning af Koranen med fokus på lighed mellem kønnene
5. At udfordre islamofobi og antisemitisme
6. At promovere sufisme og islamisk pluralisme
7. At udfordre patriarkalske strukturer og læsninger af Koranen
8. At anerkende retten til at være homoseksuel og muslim på samme tid
9. At arbejde imod den globale kvindelige omskæring af kristne og muslimer